# Lisnik
Lisnik (lišnjak) označava stog načinjen od tanjih grana i grančica s listovima. Nakon što bi se grane orezale, sušile su se i slagale u stog koji je služio kao zimska hrana za sitnu stoku. Stanovnici krških područja Dalmacije i Hercegovine stoljećima su koristili šumom obrasle ograđene površine za proizvodnju lisnika. Te su površine bile ograđene kamenim suhozidovima, nastalim mukotrpnim trudom siromašnog domaćeg stanovništva, s ciljem osiguravanja lisnika za zimsku prehranu stoke i ogrjevnog drva. Zbog ovakvog izrazito neodrživog gospodarenja šumama na kršu, vegetacija je s vremenom pretrpjela značajnu degradaciju, što je dovelo do ogoljenosti tla i nastanka kamenjarskih pašnjaka. Lisnik se obično rezao svake treće godine. Jedan hektar takvih ograđenih površina godišnje je davao 200 kg suhog lisnika i 600 kg ogrjevnog drva.
Kresanje lisnika (lišnjaka), kojim se osiguravala zimska hrana za stoku, ima duboke povijesne korijene. O ovom običaju svjedoče i antički izvori – Plinije, Columella i Katon Stariji spominju kako su Rimljani sakupljali velike količine lišća brijestova, jasena, topola i hrastova kako bi tijekom zime prehranili stoku.
Kolijevke ove tradicije nalaze se prvenstveno u zemljama Mediterana, poput juga Francuske, Italije, Španjolske, Grčke te regija Dinarskog krša (Hrvatska, Hercegovina i Crna Gora).